# عباس کنعان
عباس کنعان (عربی: عباس عبدو كنعان؛ زادهٔ ۲۰ آوریل ۱۹۸۶) بازیکن فوتبال اهل لبنان است.
وی همچنین در تیم ملی فوتبال لبنان بازی کرده‌است.